# Helenka z wazonem

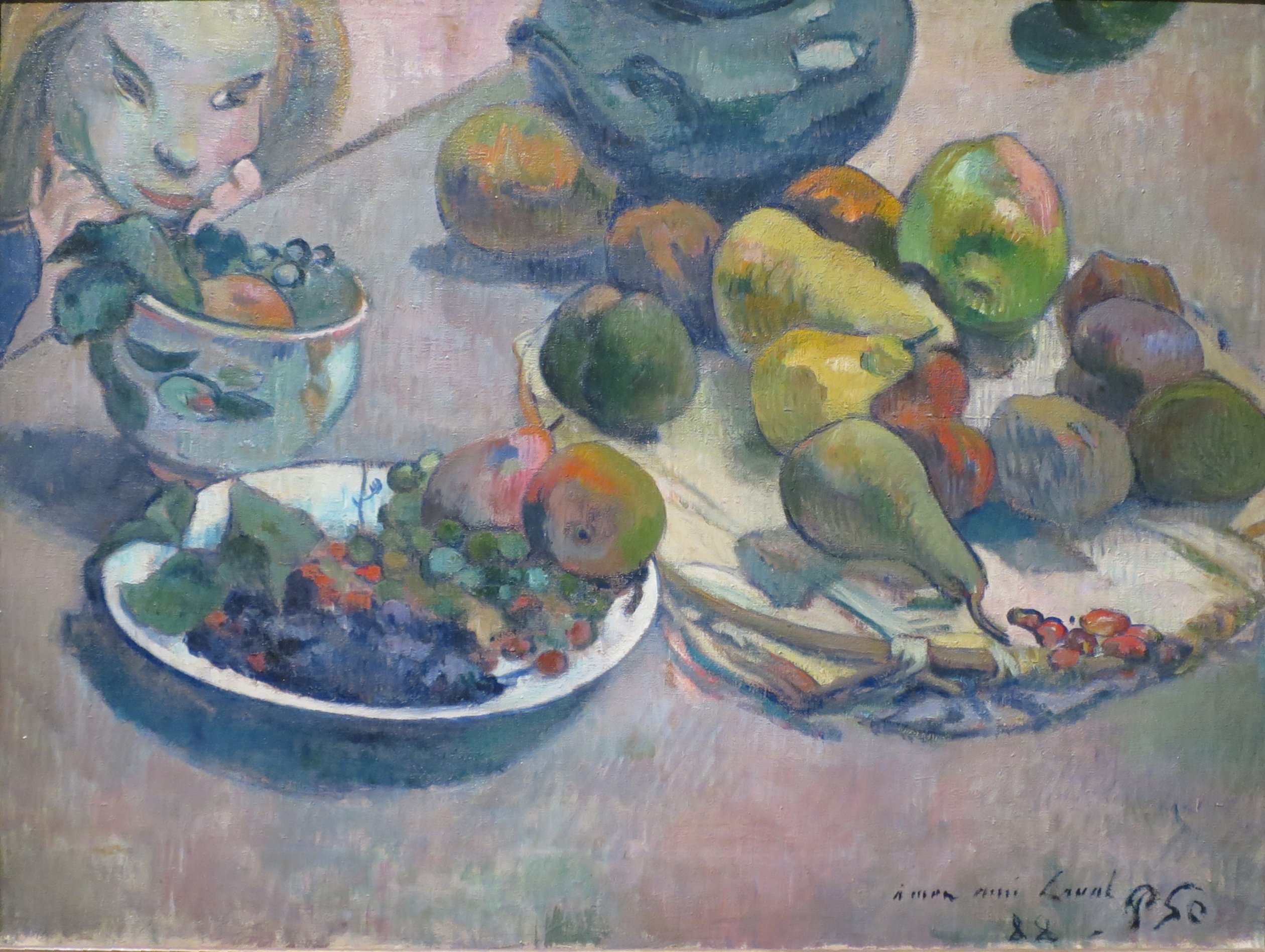
Paul Gauguin, Martwa natura z owocami, 1888, Muzeum Sztuk Pięknych im. Puszkina w Moskwie

Helenka z wazonem (znany także pod tytułem Dziewczynka z wazonem) – obraz Stanisława Wyspiańskiego wykonany techniką pastelową w 1902 roku. Znajduje się w zbiorach Muzeum Narodowego w Krakowie i jest prezentowany w Muzeum Stanisława Wyspiańskiego.

## Historia
W 1920 roku Feliks Jasieński podarował obraz Muzeum Narodowemu w Krakowie. Stanisław Wyspiański przedstawił na nim swoją siedmioletnią córkę, Helenę.

## Opis
Obraz przedstawia dziewczynkę opartą ramionami o blat stołu, skierowaną prawym profilem do widza. Jej długie, jasnobrązowe włosy opadają swobodnie wokół twarzy. Ubrana jest w biało-czerwoną sukienkę z dekoracyjnym motywem roślinnym. Dziewczynka przykłada lewą dłoń do brody, a prawą wyciąga w kierunku różowego naczynia z uchem. W literaturze przedmiot ten bywa opisywany jako dzban lub wazon. Przesuwa ona palcem po jego powierzchni. Wewnątrz naczynia znajdują się niebieskie kwiaty, rozpoznawane przez badaczy jako fiołki lub niezapominajki.

## Analiza
Portrety Stanisława Wyspiańskiego charakteryzują się migawkowym ujęciem sceny, w której wykadrowany model przyjmuje swobodną pozę. Na obrazie modelowy odbiorca znajduje się ponad portretowaną dziewczynką. Przyjęta perspektywa pozwala zobaczyć blat stołu, który zajmuje znaczną część pola obrazowego. Jego krawędź rozciąga się diagonalnie od lewego dolnego rogu do prawego górnego. Podobny sposób komponowania można zauważyć w postimpresjonistycznym obrazie Paula Gauguina z 1888 roku – Martwa natura z owocami, dzbanem i podpartą głową. Tutaj również postać jest umieszczona po lewej stronie, a blat i przedmioty są wyeksponowane w centrum.

## Interpretacja
W portretach Stanisław Wyspiański zapisywał stany emocjonalne, cechy charakteru swoich modeli. W takim sposobie portretowania przejawiała się empatia artysty oraz więź emocjonalna z portretowaną osobą. O obrazach artysty można przeczytać: 
Wypatruje linje, w których odbija się charakter człowieka i jego dusza. A chwyta je migawkowo, w jakiemś ruchu charakterystycznym, lub chwili przeżycia duchowego, iż czynią nam wrażenie nie portretów, lecz na gorącym uczynku pochwyconych wyrywków z dramatów, których nie znamy początku i końca.
Do najbardziej intymnych portretów zalicza się wizerunki jego dzieci. Wyspiański często malował swoją córkę Helenę oraz synów – Mieczysława i Stanisława. Na obrazie dziewczynka wpatruje się w naczynie, błądząc paluszkiem po jego powierzchni. Jest zaabsorbowana czynnością, nieświadoma spoglądającego na nią widza. Helenka wzrokiem i dotykiem poznaje rzeczywistość. Bada ona barwę, kształt, fakturę i temperaturę naczynia. W literaturze można znaleźć odniesienia do symboliki gestu podniesionego palca z fresku Stworzenie Adama ze sklepienia Kaplicy Sykstyńskiej. W tej jednak prozaicznej scenie wyłania się głębszy obraz – Helenka przedstawia się jako indywiduum – ma swoje przemyślenia, uczucia oraz przeżycia. Dla odbiorców świat wewnętrzny dziewczynki pozostaje nieprzenikniony. W historii sztuki taki sposób portretowania najczęściej charakteryzował wizerunki osób dorosłych. 
Melancholia, zamyślenie, tęskne oczekiwanie, delikatny gest ręki uchwycić miały coś z istoty chłopców i dziewczynek, jakiś rys ich wewnętrznej natury. Natura ta pozostawała wprawdzie nie do końca jawna, bo skryta w głębinach jaźni, niemniej jednak objawiała się jakoś na zewnątrz miną lub pozą. Dorosłość owych „masek” wskazywać więc miała naprawdę – prawdę o osobowym, myślącym, czującym i zindywidualizowanym bytowaniu dziecka.

## Helenka w obrazach Stanisława Wyspiańskiego

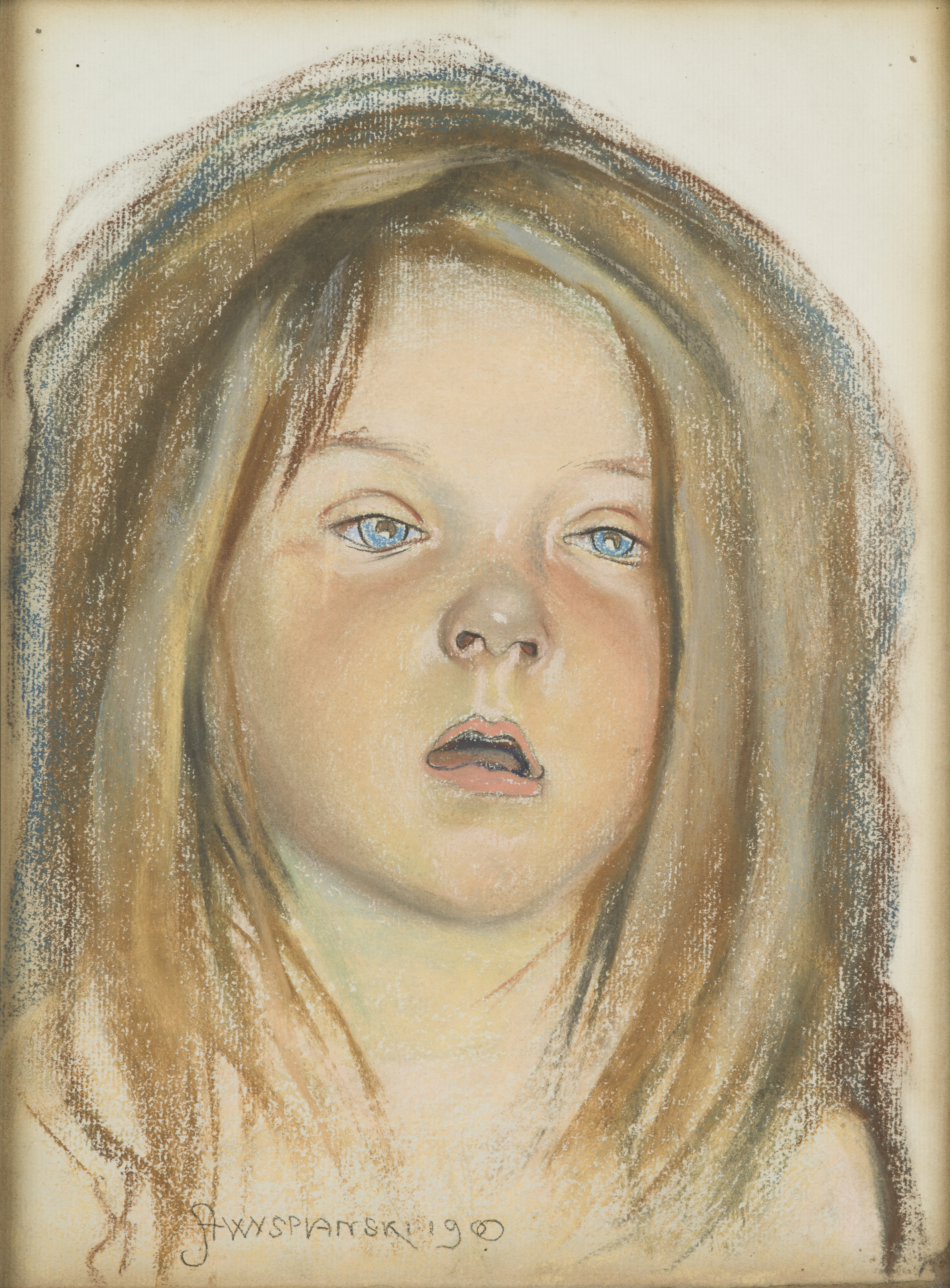
Stanisław Wyspiański, Główka Helenki, 1900, Muzeum Narodowe w Krakowie
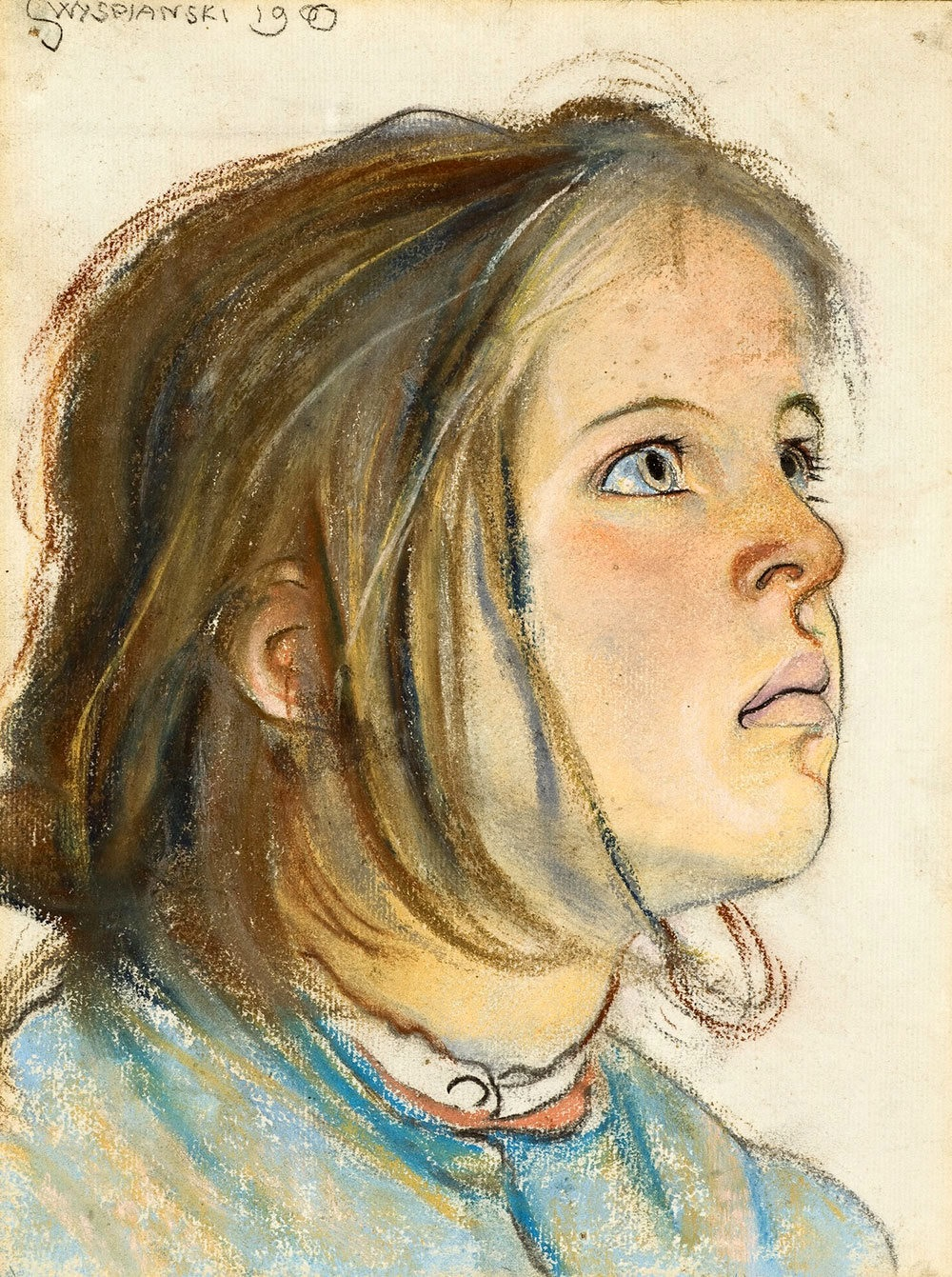
Stanisław Wyspiański, Helenka/Główka dziewczynki, 1900, Muzeum Narodowe we Wrocławiu
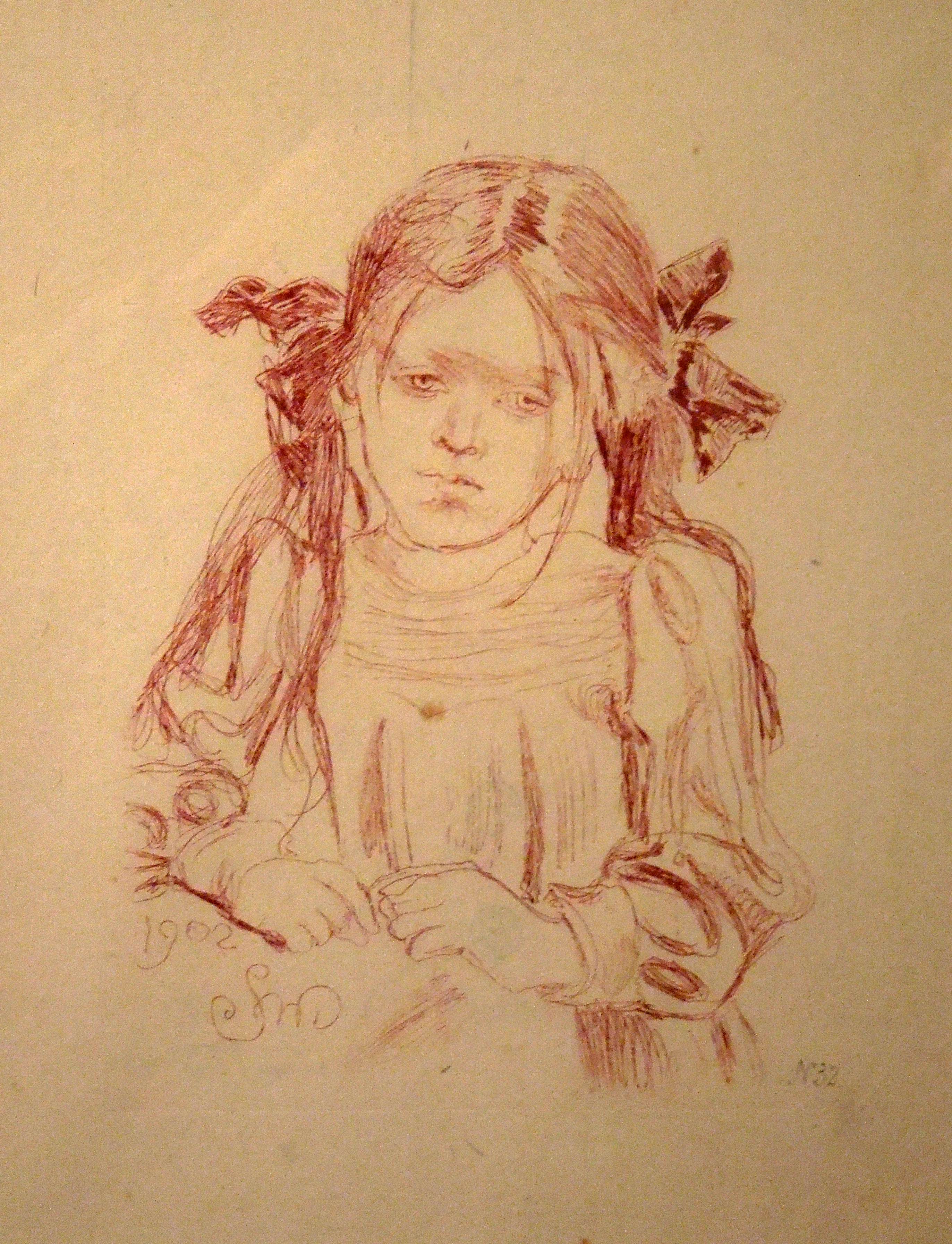
Stanisław Wyspiański, Dziewczynka z warkoczami, 1902, Muzeum Narodowe w Krakowie
Stanisław Wyspiański, Macierzyństwo, 1905, Muzeum Narodowe w Krakowie